# La Mézière
La Mézière település Franciaországban, Ille-et-Vilaine megyében. Lakosainak száma 4935 fő (2022. január 1.). La Mézière Montreuil-le-Gast, La Chapelle-des-Fougeretz, Gévezé, Pacé, Vignoc és Melesse községekkel határos.

## Népesség
A település népességének változása:
| Lakosok száma | 1005 | 1614 | 2142 | 3987 | 4510 | 4644 | 4892 | 4971 | 4935 | 4935 |
|               | 1968 | 1982 | 1990 | 2006 | 2013 | 2015 | 2017 | 2019 | 2020 | 2022 |